# Cathy Jones
Cathy Jones est une actrice, scénariste et productrice canadienne née le 6 avril 1955 à Saint-Jean de Terre-Neuve (Canada).

## Biographie
Jones avait 17 ans lorsque son frère aîné, le comédien Andy Jones, lui a fait un bon mot avec la Newfoundland Traveling Theatre Company. Après une tournée estivale avec cette compagnie, Cathy rejoint Tommy Sexton, Greg Malone, Mary Walsh et Dyan Olsen à Toronto pour chercher plus de travail dans le théâtre. Là-bas, a l'automne 1973, ils forment la troupe de comédie CODCO. Andy Jones et Robert Joy ont rejoint l'entreprise au début de 1974.
En 1992, Jones, la bande dessinée Rick Mercer et les anciennes co-stars de CODCO Mary Walsh et Greg Thomey ont créé une nouvelle série télévisée, This Hour Has 22 Minutes. À partir de 2005, avec le départ de Greg Thomey, Jones est le seul acteur original restant de This Hour Has 22 Minutes.
Jones a remporté 18 prix Gemini et trois prix canadiens de la comédie pour la meilleure écriture dans une série comique pour son travail sur 22 minutes et CODCO.

## Filmographie

### Comme actrice
- 1986 : The Adventure of Faustus Bidgood : Margaret May Stackdeck
- 1988 : Codco (série télévisée) : Regular
- 1992 : This Hour Has 22 Minutes (série télévisée) : Cindy Dubizzenchik / Sandy Campbell / Joe Crow / Babe Bennett / Miss Enid / Nervous Rex / etc
- 1992 : Secret Nation : Frieda Vokey
- 2000 : Congratulations
- 2002 : Cathy Jones Gets a Special (TV) : Various roles
- 2003 : This Hour Has 22 Minutes: New Year's Eve Special (TV)
- 2004 : Happyland (TV) : Danny Nailor
- 2004 : 2004 Gemini Awards (TV) : Babe Bennett
- 2005 : Burnt Toast (TV) : Anna Maria

### Comme scénariste
- 1992 : This Hour Has 22 Minutes (série télévisée)
- 1998 : This Hour Has 22 Minutes: New Year's Eve Special (TV)
- 2002 : Cathy Jones Gets a Special (TV) (+ productrice)